# Pheia haematosticta
Pheia haematosticta là một loài bướm đêm thuộc phân họ Arctiinae, họ Erebidae.